# Artémides Zatti
Artémides Zatti, SDB (12. října 1880, Boretto – 15. března 1951, Viedma) byl argentinský římský katolík původem z Itálie, člen kongregace salesiánů. Katolická církev jej uctívá jako světce.

## Život

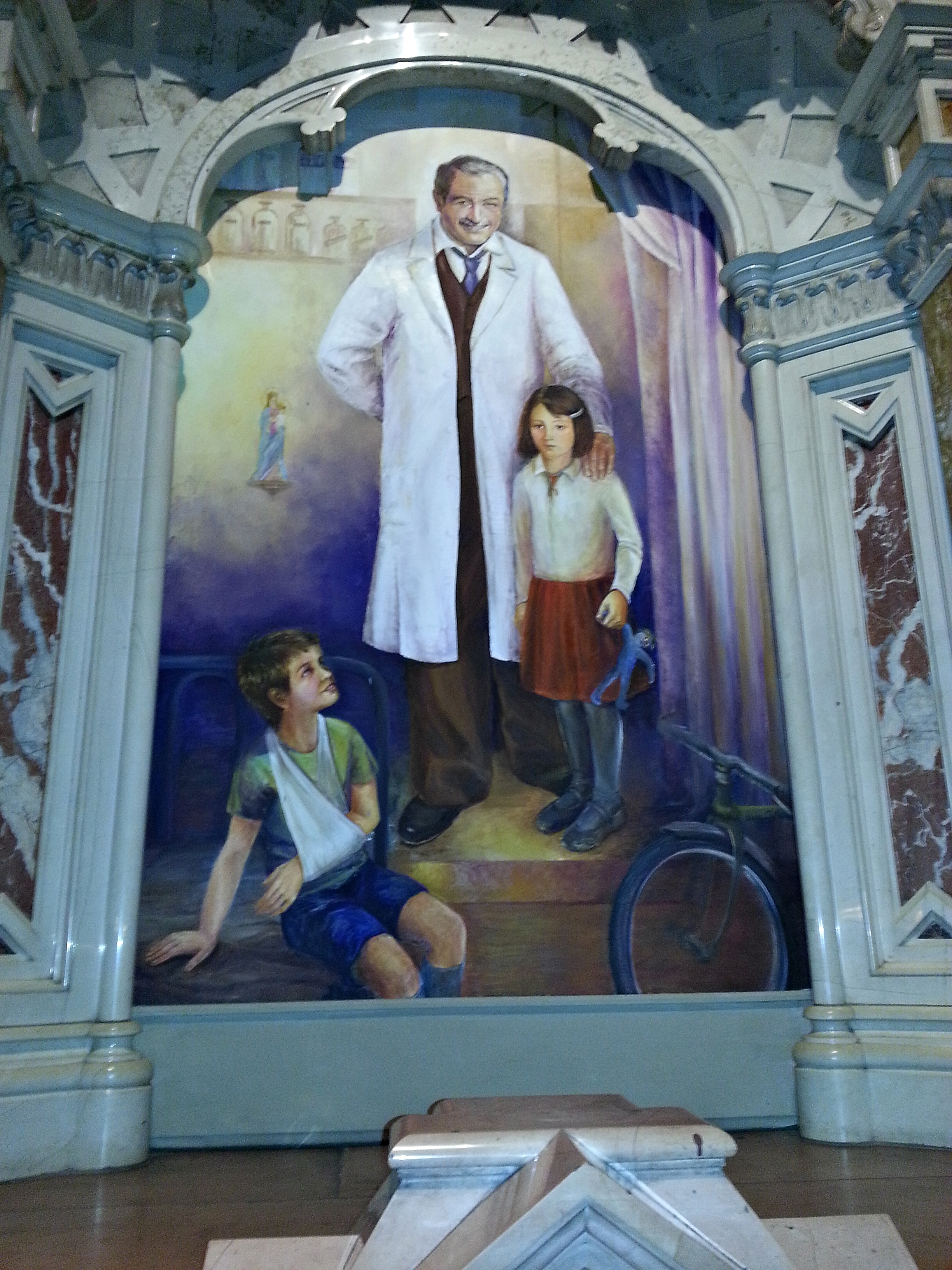
Obraz v Buenos Aires

Narodil se dne 12. října 1880 v italském Borettu rodičům Luigimu Zattimu a Albině Vecchi. Ještě téhož roku byl pokřtěn.
Roku 1897 se z finančních důvodů se svoji rodinou přestěhoval do argentinského města Bahía Blanca, kde žila již rodina jeho strýce.
Zde se setkal se salesiány, ke kterým se rozhodl vstoupit. Dne 19. dubna 1900 zahájil v této kongregaci svůj noviciát. Postupně se naučil španělsky. Pracoval v nemocniční lékárně a navštěvoval nemocné, ke kterým často ojížděl na svém jízdním kole. Roku 1901 onemocněl při práci s nakaženým pacientem tuberkulózou, avšak podařilo se mu z ní vyléčit. Své první dočasné řeholní sliby složil dne 11. ledna 1908, doživotní pak dne 11. února 1911.
Denně chodil na mši svaté a studoval náboženské texty. Argentinské občanství získal roku 1914.
Dne 19. července 1950, spadl ze žebříku, načež byl odvezen do nemocnice, kde se postupně zotavoval. Zde mu však byla diagnostikována rakovina jater. Na ni zemřel dne 15. března 1951 v nemocnici ve Videmě. V tomtéž městě byl také pohřben.

## Úcta
Jeho beatifikační proces započal dne 1. června 1979, čímž obdržel titul služebník Boží. Dne 7. července 1997 jej papež sv. Jan Pavel II. podepsáním dekretu o jeho hrdinských ctnostech prohlásil za ctihodného.
Dne 24. dubna 2001 byl uznán první zázrak na jeho přímluvu, potřebný pro jeho blahořečení. Blahořečen pak byl na Svatopetrském náměstí dne 14. dubna 2002 papežem sv. Janem Pavlem II. Dne 9. dubna 2022 byl uznán druhý zázrak na jeho přímluvu, potřebný pro jeho svatořečení. Svatořečen byl dne 9. října 2022 na Svatopetrském náměstí papežem Františkem.
Jeho památka je připomínána 15. března. Je patronem lékárníků a přistěhovalců. Bývá zobrazován s jízdním kolem, na kterém jezdil navštěvovat nemocné.